# سیارک ۴۳۴۶
سیارک ۴۳۴۶ (به انگلیسی: 4346 Whitney، نامگذاری:1988DS4) چهار هزار و سیصد و چهل و ششمین سیارک کشف شده‌است که در ۲۳ فوریه ۱۹۸۸ کشف شد.
قدر مطلق سیارک برابر ۱۲٫۴۰ است.